# Heinz-Helmut Wehling
Heinz-Helmut Wehling (ur. 8 września 1950 w Bad Frankenhausen) – wschodnioniemiecki zapaśnik walczący zazwyczaj w stylu klasycznym. Dwukrotny medalista olimpijski. Zdobył srebrny medali w Monachium 1972 i brązowy w Montrealu 1976. Walczył w kategorii 62–68 kg.
Mistrz świata w 1977; drugi w 1974; trzeci w 1973; czwarty w 1970; piąty w 1975. Mistrz Europy w 1970 i trzeci w 1974 roku.
Mistrz NRD w latach 1971–1978; drugi w 1970 i 1979; trzeci w 1969 roku.